# Доњи Клакар
Доњи Клакар је насељено мјесто у општини Брод, Република Српска, БиХ. Према попису становништва из 2013. у насељу је живио 441 становник.
Овдје се налази Манастир Дубоковац.

## Становништво
Према попису становништва из 1991. године, мјесто је имало 583 становника.
| Демографија (општина Клакар) | Демографија (општина Клакар) | Демографија (општина Клакар) |
| Година                       | Становника                   | Становника                   |
| ---------------------------- | ---------------------------- | ---------------------------- |
| 1953.                        | 6.772                        |                              |
| 1961.                        | 839                          |                              |
| 1971.                        | 731                          |                              |
| 1981.                        | 644                          |                              |
| 1991.                        | 583                          |                              |
| 2013.                        | 441                          |                              |